# تپه امامزاده دلاور
تپه امامزاده دلاور مربوط به دوران‌های تاریخی پس از اسلام است و در شهرستان مانه و سملقان، روستای نجف واقع شده و این اثر در تاریخ ۲۳ فروردین ۱۳۴۶ با شمارهٔ ثبت ۷۲۳ به‌عنوان یکی از آثار ملی ایران به ثبت رسیده است.